# 上東麻子
上東 麻子（かみひがし あさこ）は日本の新聞記者。毎日新聞所属。

## 略歴
1996年毎日新聞入社。佐賀支局、西部本社、東京本社くらし医療部などをへて2020年から統合デジタル取材センター。障害福祉、精神医療、差別、性暴力、「境界」に関心がある。キャンペーン報道「旧優生保護法を問う」取材班で2018年度新聞協会賞、石橋湛山記念早稲田ジャーナリズム大賞奨励賞。連載「やまゆり園事件は終わったか？～福祉を問う」で2020年貧困ジャーナリズム賞。書籍「ルポ『命の選別』誰が弱者を切り捨てるのか？」（文藝春秋）で2021年度医学ジャーナリスト協会賞優秀賞、貧困ジャーナリズム賞、平和・協同ジャーナリスト基金賞奨励賞。

## 共著
- 『強制不妊―旧優生保護法を問う』毎日新聞取材班著（毎日新聞出版、2019年）ISBN 978-4-620-32577-4
- 『ルポ「命の選別」誰が弱者を切り捨てるのか？』千葉紀和、上東麻子著（文藝春秋、2020年） ISBN 978-4-16-391304-9

## 寄稿
- 「地域移行阻む 施設反対運動」 福祉労働 (167)、69-76、2020 現代書館 NAID 40022291768, ISSN 0387-4044
- 「誰がこの事件をもたらしたのか : 相模原事件5年」 世界 (947)、188-197、2021-08 岩波書店 NAID 40022608119, ISSN 0582-4532